# 公衆衛生高等研究院
公衆衛生高等研究院（こうしゅうえいせいこうとうけんきゅういん、フランス語: École des hautes études en santé publique）はフランスのレンヌに置くグランゼコールの一つ。目標は公衆衛生分野の行政官の養成および公衆衛生の応用研究のこと。旧国立公衆衛生学院の代わりに創設された。国立行政学院と国立地域研究学院のように、行政官の養成を担当している特別のグランゼコールである。卒業生は毎年1300人程度になり、その大部分は公立病院を含む保健公施設法人の支配人を務める。